# WSK Meduza
WSK Meduza – polski prototyp mikrosamochodu opracowany w 1957 roku przez Wytwórnię Sprzętu Komunikacyjnego w Mielcu.

## Historia modelu

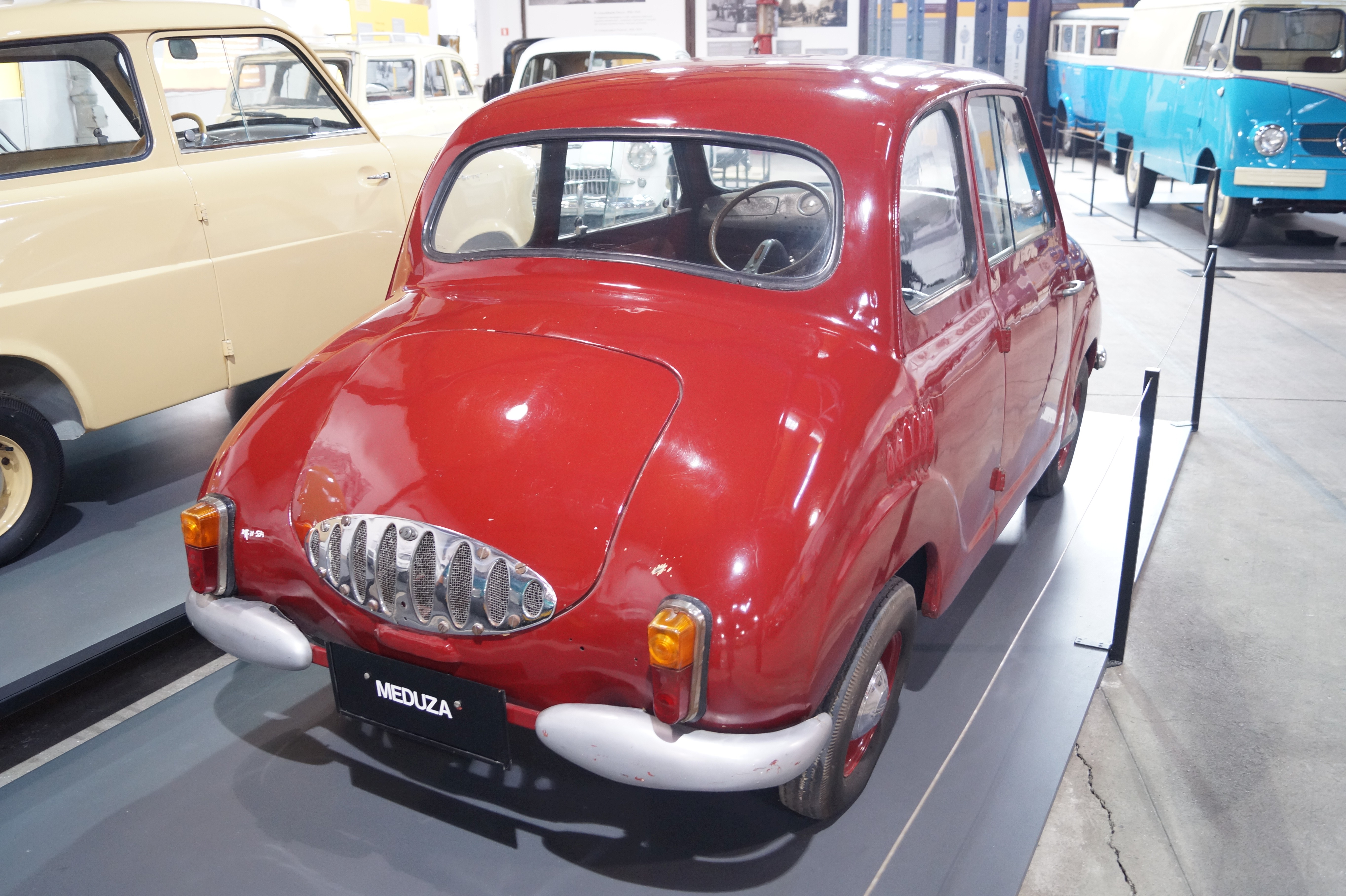
Tył pojazdu

Premiera Meduzy odbyła się 22 lipca 1957 roku. Model ten zaprezentowany został razem z prototypami samochodu Mikrus MR-300, a stworzony został w celu zaprezentowania alternatywnej wersji nadwozia dla nowego polskiego mikrosamochodu. Konstrukcja Meduzy oparta była na rozwiązaniach wykorzystanych w Mikrusie. Obydwa modele bazowały na tej samej płycie podłogowej i ramie szczątkowej. Nadwozie zostało dostosowane do przewozu czterech osób, na dwóch indywidualnych fotelach z przodu oraz tylnej ławce. Dostęp do umieszczonego z przodu bagażnika możliwy był od zewnątrz przez pokrywę o charakterystycznym wyglądzie, imitującym atrapę chłodnicy. Zawieszenie wszystkich kół było niezależne. W układzie jezdnym wykorzystano wahacze poprzeczne oparte na sprężynach śrubowych i hydraulicznych amortyzatorach teleskopowych. Napęd zapewniał umieszczony z tyłu, dwusuwowy, 2-cylindrowy, silnik rzędowy typu Mi10 o pojemności skokowej 296 cm³, osiągający maksymalnie moc 14,5 KM przy 5100 obr./min. i moment obrotowy 19,6 Nm przy 3500 obr./min. Moc silnika przenoszona była na tylne koła poprzez 4-biegową manualną skrzynię biegów.